# Ctenarytaina spatulata
Ctenarytaina spatulata là một loài côn trùng trong họ Psyllidae. Loài này được Taylor miêu tả khoa học đầu tiên năm 1997.
Đây là loài gây hại của các cây trong chi Eucalyptus, phát triển phổ biến ở Brazil.